# Chirita primulacea
Chirita primulacea är en tvåhjärtbladig växtart som beskrevs av Charles Baron Clarke. Chirita primulacea ingår i släktet Chirita och familjen Gesneriaceae. Inga underarter finns listade i Catalogue of Life.